# Premierzy Czechosłowacji

## Pierwsza Republika Czechosłowacka(1918–1938)
| #   | Imię i Nazwisko              | Portret                 | Kadencja             | Kadencja             | Partia polityczna | Partia polityczna       | Rząd |
| #   | Imię i Nazwisko              | Portret                 | Od                   | Do                   | Partia polityczna | Partia polityczna       | Rząd |
| --- | ---------------------------- | ----------------------- | -------------------- | -------------------- | ----------------- | ----------------------- | ---- |
| −   | Tomáš Masaryk (1850–1937)    |                         | 14 października 1918 | 14 listopada 1918    |                   | Bezpartyjny             | •    |
| 1   | Karel Kramář (1860–1937)     |                         | 14 listopada 1918    | 8 lipca 1919         |                   | ČStD (do 25 marca 1919) | •    |
| 1   | Karel Kramář (1860–1937)     | ČsND (od 25 marca 1919) | 14 listopada 1918    | 8 lipca 1919         |                   |                         | •    |
| 2   | Vlastimil Tusar (1880–1924)  |                         | 8 lipca 1919         | 25 maja 1920         |                   | ČSDSD                   | 1    |
| 2   | Vlastimil Tusar (1880–1924)  | 25 maja 1920            | 15 września 1920     | 2                    |                   | ČSDSD                   |      |
| 3   | Jan Černý (1874–1959)        |                         | 15 września 1920     | 26 września 1921     |                   | Bezpartyjny             | 1    |
| 4   | Edvard Beneš (1884–1948)     |                         | 26 września 1921     | 7 października 1922  |                   | ČSS                     | •    |
| 5   | Antonín Švehla (1873–1933)   |                         | 7 października 1922  | 9 grudnia 1925       |                   | RSZML                   | 1    |
| 5   | Antonín Švehla (1873–1933)   | 9 grudnia 1925          | 18 marca 1926        | 2                    |                   | RSZML                   |      |
| (3) | Jan Černý (1874–1959)        |                         | 18 marca 1926        | 12 października 1926 |                   | Bezpartyjny             | 2    |
| (5) | Antonín Švehla (1873–1933)   |                         | 12 października 1926 | 1 lutego 1929        |                   | RSZML                   | 3    |
| 6   | František Udržal (1866–1938) |                         | 1 lutego 1929        | 7 grudnia 1929       |                   | RSZML                   | 1    |
| 6   | František Udržal (1866–1938) | 7 grudnia 1929          | 29 października 1932 | 2                    |                   | RSZML                   |      |
| 7   | Jan Malypetr (1873–1947)     |                         | 29 października 1932 | 5 listopada 1935     |                   | RSZML                   | 1    |
| 7   | Jan Malypetr (1873–1947)     | 14 lutego 1934          | 4 czerwca 1935       | 2                    |                   | RSZML                   |      |
| 7   | Jan Malypetr (1873–1947)     | 4 czerwca 1935          | 5 listopada 1935     | 3                    |                   | RSZML                   |      |
| 8   | Milan Hodža (1878–1944)      |                         | 5 listopada 1935     | 18 grudnia 1935      |                   | RSZML                   | 1    |
| 8   | Milan Hodža (1878–1944)      | 18 grudnia 1935         | 21 lipca 1937        | 2                    |                   | RSZML                   |      |
| 8   | Milan Hodža (1878–1944)      | 21 lipca 1937           | 22 września 1938     | 3                    |                   | RSZML                   |      |
| 9   | Jan Syrový (1888–1970)       |                         | 22 września 1938     | 4 października 1938  |                   | Bezpartyjny             | 1    |

## Druga Republika Czechosłowacka(1938–1939)
| #   | Imię i Nazwisko          | Portret | Kadencja            | Kadencja       | Partia polityczna | Partia polityczna         | Rząd |
| #   | Imię i Nazwisko          | Portret | Od                  | Do             | Partia polityczna | Partia polityczna         | Rząd |
| --- | ------------------------ | ------- | ------------------- | -------------- | ----------------- | ------------------------- | ---- |
| (9) | Jan Syrový (1888–1970)   |         | 4 października 1938 | 1 grudnia 1938 |                   | Bezpartyjny               | 2    |
| 10  | Rudolf Beran (1887–1954) |         | 1 grudnia 1938      | 15 marca 1939  |                   | Partia Jedności Narodowej | 1    |

## Czechosłowacki rząd emigracyjny
| #  | Imię i Nazwisko        | Portret           | Kadencja        | Kadencja          | Partia polityczna | Partia polityczna | Rząd |
| #  | Imię i Nazwisko        | Portret           | Od              | Do                | Partia polityczna | Partia polityczna | Rząd |
| -- | ---------------------- | ----------------- | --------------- | ----------------- | ----------------- | ----------------- | ---- |
| 11 | Jan Šrámek (1870–1956) |                   | 21 lipca 1940   | 12 listopada 1942 |                   | ČSL               | 1    |
| 11 | Jan Šrámek (1870–1956) | 12 listopada 1942 | 5 kwietnia 1945 | 2                 |                   | ČSL               |      |

## Trzecia Republika Czechosłowacka(1945–1948)
| #  | Imię i Nazwisko               | Portret          | Kadencja        | Kadencja         | Partia polityczna | Partia polityczna | Rząd |
| #  | Imię i Nazwisko               | Portret          | Od              | Do               | Partia polityczna | Partia polityczna | Rząd |
| -- | ----------------------------- | ---------------- | --------------- | ---------------- | ----------------- | ----------------- | ---- |
| 12 | Zdeněk Fierlinger (1891–1976) |                  | 5 kwietnia 1945 | 6 listopada 1945 |                   | ČSSD              | 1    |
| 12 | Zdeněk Fierlinger (1891–1976) | 6 listopada 1945 | 2 lipca 1946    | 2                |                   | ČSSD              |      |
| 13 | Klement Gottwald (1896–1953)  |                  | 2 lipca 1946    | 25 lutego 1948   |                   | KSČ               | 1    |

## Republika Czechosłowacka(1948–1960) iCzechosłowacka Republika Socjalistyczna(1960–1990)
| #    | Imię i Nazwisko               | Portret           | Kadencja             | Kadencja        | Partia polityczna | Partia polityczna | Rząd |
| #    | Imię i Nazwisko               | Portret           | Od                   | Do              | Partia polityczna | Partia polityczna | Rząd |
| ---- | ----------------------------- | ----------------- | -------------------- | --------------- | ----------------- | ----------------- | ---- |
| (13) | Klement Gottwald (1896–1953)  |                   | 25 lutego 1948       | 15 czerwca 1948 |                   | KSČ               | 2    |
| 14   | Antonín Zápotocký (1884–1957) |                   | 15 czerwca 1948      | 21 marca 1953   |                   | KSČ               | •    |
| 15   | Viliam Široký (1902–1971)     |                   | 21 marca 1953        | 12 grudnia 1954 |                   | KSČ               | •    |
| 15   | Viliam Široký (1902–1971)     | 12 grudnia 1954   | 11 lipca 1960        | 2               |                   | KSČ               |      |
| 15   | Viliam Široký (1902–1971)     | 11 lipca 1960     | 20 września 1963     | 3               |                   | KSČ               |      |
| 16   | Jozef Lenárt (1923–2004)      |                   | 20 września 1963     | 8 kwietnia 1968 |                   | KSČ               | •    |
| 17   | Oldřich Černík (1921–1994)    |                   | 8 kwietnia 1968      | 31 grudnia 1968 |                   | KSČ               | 1    |
| 17   | Oldřich Černík (1921–1994)    | 1 stycznia 1969   | 27 września 1969     | 2               |                   | KSČ               |      |
| 17   | Oldřich Černík (1921–1994)    | 27 września 1969  | 28 stycznia 1970     | 3               |                   | KSČ               |      |
| 18   | Lubomír Štrougal (1924—2023)  |                   | 28 stycznia 1970     | 9 grudnia 1971  |                   | KSČ               | 1    |
| 18   | Lubomír Štrougal (1924—2023)  | 9 grudnia 1971    | 11 listopada 1976    | 2               |                   | KSČ               |      |
| 18   | Lubomír Štrougal (1924—2023)  | 11 listopada 1976 | 17 czerwca 1981      | 3               |                   | KSČ               |      |
| 18   | Lubomír Štrougal (1924—2023)  | 17 czerwca 1981   | 16 czerwca 1986      | 4               |                   | KSČ               |      |
| 18   | Lubomír Štrougal (1924—2023)  | 16 czerwca 1986   | 20 kwietnia 1988     | 5               |                   | KSČ               |      |
| 18   | Lubomír Štrougal (1924—2023)  | 20 kwietnia 1988  | 11 października 1988 | 6               |                   | KSČ               |      |
| 19   | Ladislav Adamec (1926–2007)   |                   | 11 października 1988 | 7 grudnia 1989  |                   | KSČ               | •    |
| 20   | Marián Čalfa (ur. 1946)       |                   | 7 grudnia 1989       | 27 czerwca 1990 |                   | KSČ               | 1    |

## Czechosłowacka Republika Federacyjna,Czeska i Słowacka Republika Federacyjna(1990–1992)
| #    | Imię i Nazwisko         | Portret | Kadencja        | Kadencja        | Partia polityczna | Partia polityczna | Rząd |
| #    | Imię i Nazwisko         | Portret | Od              | Do              | Partia polityczna | Partia polityczna | Rząd |
| ---- | ----------------------- | ------- | --------------- | --------------- | ----------------- | ----------------- | ---- |
| (20) | Marián Čalfa (ur. 1946) |         | 27 czerwca 1990 | 2 lipca 1992    |                   | VPN               | 2    |
| 21   | Jan Stráský (1940–2019) |         | 2 lipca 1992    | 31 grudnia 1992 |                   | ODS               | •    |